# ふじいあきら
ふじい あきら（1967年3月4日 - ）は、日本のマジシャン（クロースアップ・マジシャン）。本名、藤井 明（読み同じ）。広島県広島市安佐南区沼田出身。マセキ芸能社所属。

## 人物
広島市立安東小学校、広島市立安佐中学校、広陵高等学校、広島電子専門学校卒業。
21歳の時上京し、プログラマーとして会社に勤務する。しかし、テレビで見たMr.マリックの超魔術ショー、特にシガー・スルー・コインに大きな衝撃を受け、少年時代のマジック熱が再燃。プロのマジシャンになりたいという思いが募り、独学でマジックを練習。仕事の後にスナックやバーでマジックを夜更けまで披露するようになる。その結果、会社で居眠りや遅刻を繰り返し、本業が疎かになったことから、5年間務めた会社を退職し、プロのマジシャンを志す。
クラブマジシャンを経て尊敬するMr.マリックの事務所に入り、2001年までアシスタントとして雇われる。当時の芸名は「元神」。芸名を本名の平仮名表記「ふじいあきら」に改名、更に独力で修行を積む。
『爆笑おすピー問題』（フジテレビ）に出演し注目を浴びる。ウルトラマンの人形を空中へ浮かせたり、風船飲みなどのインパクトの強いマジックで2004年のマジックブームの一端を担った。中でも口からトランプが滝のように出てくるカードフロムマウスは彼の代名詞的演目で、あいさつ代わりにテレビ出演の際にはこの手品を演じる。また一般に、マジシャンは長袖の上着を好むのに対して、彼は半袖の普段着でマジックを演じることが多いのが特徴的である。
第9回厚川昌男賞を受賞するなど確かなテクニックを持つが、独特の飄々としたキャラクターとのギャップも特徴のひとつ。最近ではその風貌から『お笑いタレント』に分類されていることもある。
同じ事務所に所属するマジシャンのマギー審司と、コンビで芸を披露することもある。
2006年1月に、関係の途絶えていたマリックと番組内で競演、マジック対決を果たした。
松田聖子のファンである。

## 主な出演

### テレビ
- エンタの神様（日本テレビ）キャッチコピーは「おもしろマジックの達人」
- 青い空が好きっ!（山口朝日放送・2007年3月3日 - 2009年3月21日）
- 生中継 ふるさと一番!（NHK）不定期出演
- PON!（日本テレビ）ゲスト
- 笑っていいとも!年忘れ特大号!（フジテレビ・2004年12月29日） - さまぁ〜ず三村マサカズにものまねされた際、ご本人登場として出演。
- もう一度見たいのは誰だ！超マジシャンズリーグ（テレビ朝日）

### テレビドラマ
- こちら葛飾区亀有公園前派出所（TBS）マジシャン役

### 映画
- 漫才協会 THE MOVIE 舞台の上の懲りない面々（2024年3月1日、KADOKAWA/ミックスゾーン/中京テレビ放送/ミラクルヴォイス[1]）

### 舞台
- 演劇企画ユニット劇団山本屋 CUWT project vol.2.0『風を切れ2024』（2024年7月25日 - 28日、東京芸術劇場 シアターウエスト[2]）

## 著書
- 知識ゼロからのマジック入門（2011年、幻冬舎、ISBN 978-4344902060）